# Arvid August Afzelius
 (mai 2025).
Pour les articles homonymes, voir Afzelius.
Arvid Afzelius, né le 8 octobre 1785 à Fjällåkra, dans la commune de Falköping, en Suède, et mort le 2 septembre 1871 à Enköping (Suède), est un pasteur luthérien suédois qui était poète, historien et mythologue.

## Biographie
Arvid August Afzelius est né dans le village de Fjällåkra, dans la paroisse de Broddetorp (Västergötland), de Per Afzelius, pasteur à Falköping, et d'Inga Magdalena Lundström. Il étudie à l'université d'Uppsala et obtient une maîtrise de lettres en 1809. En 1810, il occupe un poste d'enseignant à l'école maçonnique pour enfants de Stockholm.
Il est ordonné prêtre à Skara en 1811 et devient rapidement prédicateur extra-ordinaire à la cour, puis ordinaire en 1820. C'est à cette époque qu'il fait la connaissance du célèbre linguiste danois  Rasmus Christian Rask. À l'invitation d'Afzelius, Rask séjourna chez lui de 1816 à 1818, et il apprit beaucoup de choses sur la littérature islandaise.
En 1821, Afzelius devint vicaire de la paroisse d'Enköping et, en 1852, vicaire d'Åsunda.
Il épouse la baronne Sophia Ottiliana Ramsay en 1816, Sophia Charlotta Fernbohm en 1831 et Vilhelmina Elisabeth Elfström en 1848. Il a eu dix-sept enfants au total, dont onze lui ont survécu. Parmi eux, le pharmacien Fridlef Afzelius et le prédicateur Henrik Afzelius. Il était également le beau-père de Lars Johannes Lie. Afzelius est mort à Enköping et est enterré dans le cimetière de cette ville.
Une grande partie de sa vie personnelle est relatée dans ses mémoires Minnen, publiés par l'une de ses filles en 1901.

## L'historien
Afzelius a réalisé trois traductions majeures de sagas et de poèmes classiques de l'islandais entre 1811 et 1818, dont Hervarar saga, Völuspá et l'Edda poétique. En 1839-1870, il publie Svenska folkets sago-häfder ou Fäderneslandets historia, sådan hon lefvat och till en del nog lefver i sägner folksånger och andra minnesmärken en onze parties. Cet ouvrage, qui couvre l'histoire de la Suède jusqu'à la mort de Karl XII, a été critiqué par des historiens postérieurs, mais il peut être considéré comme un document sur la manière dont ses contemporains racontaient l'histoire de la Suède plutôt que comme un ouvrage historique scientifique. Afzelius a également contribué à plusieurs reprises aux revues Iduna, Phosphoros et Poetisk kalender. En 1850, il a publié Lidandets väkter, un « poème spirituel » qui a reçu le prix littéraire mineur de l'Académie suédoise.
L'intérêt d'Afzelius pour l'histoire lui vaut d'être membre de plusieurs académies et sociétés : la Götiska förbundet (sv) 1811, dont il est l'un des premiers membres élus et porte le nom d'Arngrimer, la Société royale nordique des antiquaires (sv) à Copenhague en 1825, la Société royale pour la publication de manuscrits sur l'histoire scandinave (sv) en 1840, l'Académie royale suédoise des belles-lettres, d'histoire et des antiquités en 1842 et l'Académie royale de musique en 1857.